# 1. Baseballový klub Slávia UPJŠ Košice
1. Baseballový klub Slávia UPJŠ Košice nebo také SEALS Košice je slovenský baseballový klub z Košic založený v roce 1994.

## Sportovní úspěchy
- 1995 - kadeti: 2. místo
- 1996 - muži: 3. místo
- 1997 - junioři: 2. místo
- 1997 - kadeti: 2. místo
- 2006 - muži: 1. místo
- 2008 - junioři:- 2. místo
- 2008 - kadeti: 3. místo
- 2008 - žáci: 3. místo
- 2011 - muži: 3. místo
- 2012 - muži: 3. místo
- 2014 - muži: 3. místo

## Slávní hráči
- Ján Jablonka
- Martin Fried